# Coccoloba cozumelensis
Coccoloba cozumelensis là một loài thực vật có hoa trong họ Rau răm. Loài này được Hemsl. mô tả khoa học đầu tiên năm 1886.